# Bet (série télévisée)
Bet est une série télévisée canadienne créée par Simon Barry, Homura Kawamoto (en) et Tôru Naomura, diffusée depuis le 15 mai 2025 sur Netflix.
Il s'agit d'une adaptation libre du manga japonais Gambling School, publié en 2014.

## Synopsis
Dans un pensionnat ultraprivé réservé à l’élite mondiale, le lycée Saint Dominic, dans lequel les élèves établissent leurs statut en fonction de leur résultats aux jeux d'argent, l’arrivée de Yumeko, une élève solitaire venue du Japon, fait vaciller l’ordre établi. Derrière son calme apparent se cache un but unique : venger la mort de ses parents.

## Distribution
- Miku Martineau (VF : Lila Lacombe) : Yumeko Jabami/Yumeko Kawamoto
- Eve Edwards (VF : Clara Soares) : Mary Davis (Mary Saotome dans le manga)
- Aviva Mongillo (VF : Charlotte Hervieux) : Dori Ahlstrom (Midari Ikishima dans le manga)
- Anwen O'Driscoll (VF : Adeline Chetail): Riri Timurov (Ririka Momobami dans le manga) et Wendy (Sayaka Igarashi dans le manga)
- Ayo Solanke (VF : Stevie Tomi) : Ryan Adebayo (Ryota Suzui dans le manga)
- Alex Hook (VF : Salomé Mallié) : Becky
- Clara Alexandrova (VF : Marion Gress) : Kira Timurov (Kirari Momobami dans le manga)
- Dorian Giordano (VF : Alexis Gilot) : Chad White (Kaede Manyuda dans le manga)
- Laura Afelskie (VF : Alice Orsat) : Runa (Runa Yomozuki dans le manga)
- Hunter Cardinal (VF : Guillaume Pevée) : Michael
- Rami Khan (VF : Thomas Dormoy): Rex
- Colby Lopez (VF : Lukas Delcourt) : Seth The Beaver
- Ryan Sutherland (VF : Benjamin Bollen) : Suki Hennessey (Itsuki Sumeragi dans le manga)
- Piyal Sarker : Kylie